# Type exponentiel

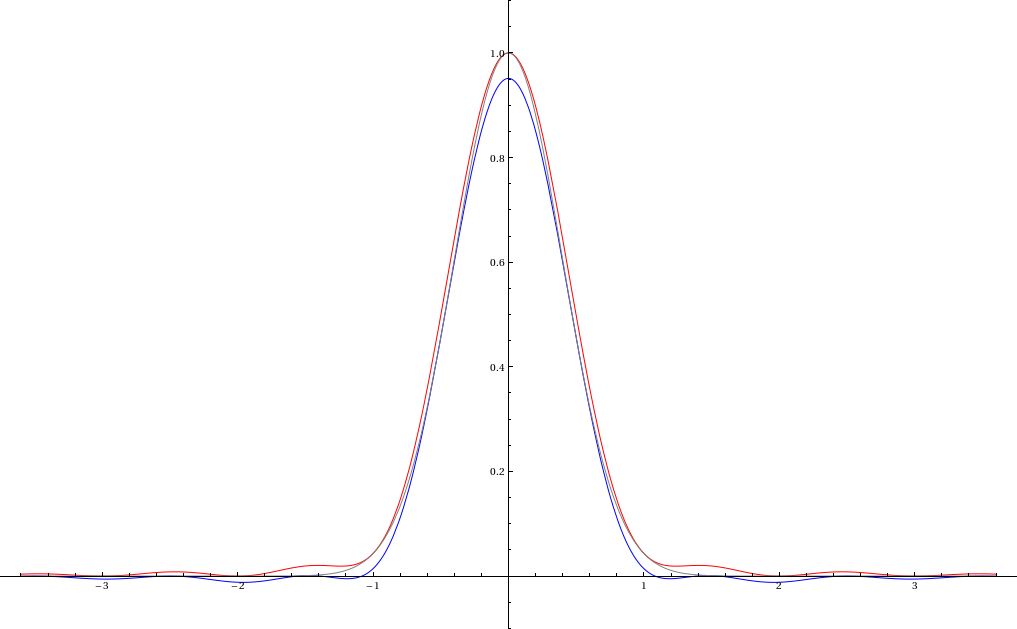
Représentation graphique de la fonction, une fonction gaussienne sur l'axe réel. Cette fonction n'a pas de type exponentiel, mais peut être approchée de chaque côté par deux fonction (en rouge et bleu) de type exponentiel 2π.

En analyse complexe, une fonction holomorphe est dite de type exponentiel C si sa croissance est bornée par la fonction exponentielle eC|z| avec une constante réelle C, pour |z| → ∞. Quand une fonction est bornée de la sorte, il est alors possible de l'exprimer comme une somme convergente de série d'autres fonctions complexes, de même qu'il est possible d'appliquer des techniques comme la sommation de Borel, ou, par exemple, d'appliquer la transformation de Mellin, ou d'obtenir des approximations comme la formule d'Euler-Maclaurin.  Le cas général est décrit par le théorème de Nachbin, qui utilise la notion analogue de type Ψ pour une fonction générale Ψ(z) à la place d'une fonction exponentielle.

## Principe
Une fonction f(z) définie sur le plan complexe est dite de type exponentiel s'il existe des constantes réelles M et τ telles que
{\displaystyle \left|f\left(r{\rm {e}}^{{\rm {i}}\theta }\right)\right|\leq M{\rm {e}}^{\tau r}}
dans le cas où {\displaystyle r\to \infty }. Ici, la variable complexe z est écrite sous la forme z = reiθ pour indiquer que la limite est indépendante de la direction θ. En notant τ (de façon abusive) l'infimum de tous les τ qu conviennent, on dit que la fonction f est de type exponentiel τ.
Considérons par exemple f(z) = sin(π z). Alors on dit que f est de type exponentiel π, car π est le plus petit nombre qui borne la croissance de sin(π z) sur l'axe imaginaire. Ainsi, dans ce cas, le théorème de Carlson ne s'applique pas, car il n'est vrai que pour des fonctions de type exponentiel inférieur à π. De même, la formule d'Euler-Maclaurin ne s'applique pas non plus, dans la mesure où elle est liée à un théorème lié à la théorie des différences finies.

## Définition formelle
Une fonction holomorphe F(z) est dite de type exponentiel σ > 0 si
{\displaystyle \forall \varepsilon >0,\ \exists A\in \mathbb {R} ,\ |F(z)|\leq A{\rm {e}}^{(\sigma +\varepsilon )|z|}}
quand {\displaystyle |z|\to \infty } avec {\displaystyle z\in \mathbb {C} }.
On dira que F(z) est de type exponentiel si F(z) est de type exponentiel σ pour un certain σ > 0.
Le nombre 
{\displaystyle \tau (F)=\sigma =\displaystyle \limsup _{|z|\rightarrow \infty }{\frac {\log |F(z)|}{|z|}}}
est le type exponentiel de F(z). La limite supérieure désigne ici la limite du supremum du rapport au-delà d'un rayon donné alors que le rayon tend vers l'infini. Cette limite supérieure peut exister même si le maximum au rayon r n'a pas de limite quand r tend vers l'infini. Par exemple, pour la fonction
{\displaystyle F(z)=\sum _{n=1}^{\infty }{\frac {z^{10^{n!}}}{(10^{n!})!}}}
La valeur de
{\displaystyle {\frac {\max _{|z|=r}\log |F(z)|}{r}}}
pour r = 10n!-1 est majoré par le n- 1e terme donc on a les expressions asymptotiques :
{\displaystyle {\begin{aligned}\left(\max _{|z|=10^{n!-1}}\log |F(z)|\right)/10^{n!-1}&\sim \left(\log {\frac {(10^{n!-1})^{10^{(n-1)!}}}{(10^{(n-1)!})!}}\right)/10^{n!-1}\\&\sim (\log 10)\left[(n!-1)10^{(n-1)!}-10^{(n-1)!}(n-1)!\right]/10^{n!-1}\\&\sim (\log 10)(n!-1-(n-1)!)/10^{n!-1-(n-1)!}\\\end{aligned}}}
et tend vers 0 pour n tend vers l'infini, mais F(z) est tout de même de type exponentiel 1, comme on peut le voir aux points z = 10n!.

### Exemples
Les fonctions constantes sont de type exponentiel.

### Propriétés
Le produit de deux fonctions de type exponentiel est également de type exponentiel.

## Type exponentiel sur un ensemble convexe symétrique
(Stein 1957) a donné une généralisation de type exponentiel pour les fonctions entières de plusieurs variables complexes. 
Soit K un sous-ensemble convexe, compact et symétrique de {\displaystyle \mathbb {R} ^{n}}. On sait que pour tout K, il existe une norme associé {\displaystyle \|\cdot \|_{K}} pour laquelle K est la boule unité de {\displaystyle \mathbb {R} ^{n}} :
{\displaystyle K=\{x\in \mathbb {R} ^{n}:\|x\|_{K}\leq 1\}.}
Alors l'ensemble
{\displaystyle K^{*}=\{y\in \mathbb {R} ^{n}:x\cdot y\leq 1{\text{ pour tout }}x\in {K}\}}
est appelé l'ensemble polaire de K C'est aussi un sous-ensemble convexe, compact et symétrique de {\displaystyle \mathbb {R} ^{n}}. De plus, on peut écrire
{\displaystyle \|x\|_{K}=\displaystyle \sup _{y\in K^{*}}|x\cdot y|.}
On étend {\displaystyle \|\cdot \|_{K}} sur {\displaystyle \mathbb {R} ^{n}} vers {\displaystyle \mathbb {C} ^{n}} par
{\displaystyle \|z\|_{K}=\displaystyle \sup _{y\in K^{*}}|z\cdot y|.}
Une fonction entière F(z) de n variables complexes est dite de type exponentiel par rapport à K si :
{\displaystyle \forall \varepsilon >0,\ \exists A\in \mathbb {R} ,\ \forall z\in \mathbb {C} ^{n}\,|F(z)|<A{\rm {e}}^{2\pi (1+\varepsilon )\|z\|_{K}}.}

## Espace de Fréchet
Des collections de fonctions de type exponentiel τ peuvent former un espace complet uniforme, qu'on appelle espace de Fréchet, par la topologie induite par la famille dénombrable des normes :
{\displaystyle \|f\|_{n}=\sup _{z\in \mathbb {C} }\exp \left[-\left(\tau +{\frac {1}{n}}\right)|z|\right]|f(z)|.}